# Piano di Sorrento

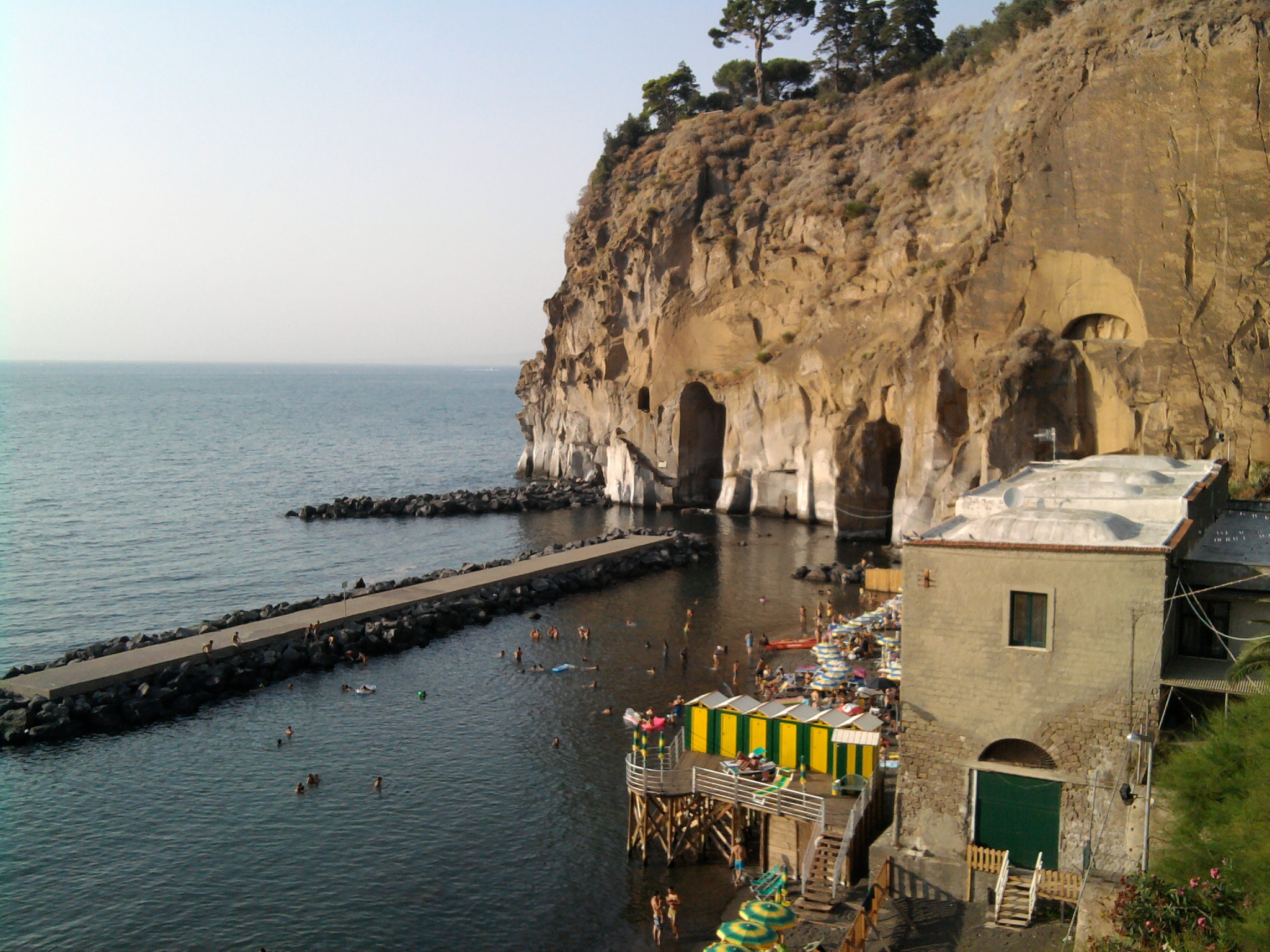
Kustlijn bij Piano di Sorrento

Piano di Sorrento is een Italiaanse gemeente, onderdeel van de metropolitane stad Napels, wat voor 2015 nog de provincie Napels was (regio Campanië) en telt 12.895 inwoners (31-12-2004). De oppervlakte bedraagt 7,3 km², de bevolkingsdichtheid is 1830 inwoners per km².
De volgende frazioni maken deel uit van de gemeente: Cassano, Mortora, Trinità, Colli San Pietro.

## Demografie
Piano di Sorrento telt ongeveer 4243 huishoudens. Het aantal inwoners steeg in de periode 1991-2001 met 2,9% volgens cijfers uit de tienjaarlijkse volkstellingen van ISTAT.
| Jaar | Inwoneraantal |
| ---- | ------------- |
| 1991 | 12.473        |
| 2001 | 12.833        |

## Geografie
Piano di Sorrento grenst aan de volgende gemeenten: Meta, Sant'Agnello, Vico Equense.